# Heinrich Steiger (Unternehmer)
Heinrich Steiger (* 17. November 1776 in Hedingen; † 16. April 1842 in Herisau; heimatberechtigt in Flawil) war ein Schweizer Textilunternehmer aus dem Kanton Appenzell Ausserrhoden.

## Leben
Heinrich Steiger war ein Sohn von Johannes Steiger, Schmiedemeister, und Susanne Steiger. Im Jahr 1797 heiratete er Anna Maria Stricker, Tochter von Johann Jakob Stricker. Er war ab 1799 Feilträger (Makler) von Mousselinewaren, später Stickfabrikant. 1824 griff Steiger vermutlich wegen geschäftlicher Schwierigkeiten alte Bäderprojekte auf und kaufte die Heilquellen am Herisauer Moosberg. Seine neu erbaute, grosszügige Kuranstalt wurde ab 1826 als Heinrichsbad international berühmt. 1839 verkaufte Steiger die Anlage.